# Neila Gonji
Neila Gonji (arabe : نائلة القنجي), de son nom complet Neila Nouira Gonji (arabe : نائلة نويرة الفنجي), née le 18 septembre 1959 à Tunis, est une haut fonctionnaire et femme politique tunisienne. Elle est ministre de l'Industrie, de l'Énergie et des Mines d'octobre 2021 à mai 2023.

## Biographie
Neila Gonji naît le 18 septembre 1959 à Tunis.
Diplômée en 1985 de l'École nationale d'administration, elle obtient aussi un autre diplôme de l'Institut de défense nationale (régiment 23).
Par la suite, elle est responsable de la coopération bilatérale puis de la coopération multilatérale à la direction de la coopération au ministère de l'Économie nationale. Elle est également membre permanent représentant le ministère dans les négociations avec l'Union européenne et l'Organisation mondiale du commerce.
En 1995, elle rejoint le ministère de l'Industrie en tant que chargée de mission au cabinet du ministre et directrice de la coopération internationale, puis elle est nommée en 2003 comme directrice générale des stratégies industrielles au sein du même ministère, poste qu'elle occupe jusqu'en 2006. Elle y acquiert une expérience dans les politiques de la science, de la technologie et de l'innovation et dans la mise en œuvre de stratégies de développement industriel.
Elle est par ailleurs membre de plusieurs associations, et préside l'association Tunisia Technoparks.
Le 11 octobre 2021, elle est nommée ministre de l'Industrie, de l'Énergie et des Mines dans le gouvernement de Najla Bouden. Elle est démise de ses fonctions par décret présidentiel le 4 mai 2023.

## Vie privée
Elle est mariée et mère de deux enfants.